# Chefe de governo
- Friedrich Merz, Chanceler da Alemanha
- Shigeru Ishiba, Primeiro-ministro do Japão
- Keir Starmer, Primeiro-ministro do Reino Unido
- Giorgia Meloni, Primeira-ministra da Itália
- Mark Carney, Primeiro-ministro do Canadá
- Anthony Albanese, Primeiro-ministro da Austrália
- Mia Mottley, Primeira-ministra de Barbados
- Ulisses Correia e Silva, Primeiro-ministro de Cabo Verde
- Fiamē Naomi Mataʻafa, Primeira-ministra de Samoa

No poder executivo, o chefe de governo é o mais alto ou o segundo mais alto funcionário de um estado soberano, um estado federado, ou uma colônia autônoma, região autônoma ou outro governo que muitas vezes preside um gabinete, um grupo de ministros ou secretários que lideram departamentos executivos.
Na diplomacia, "chefe de governo" é diferenciado de "chefe de Estado".
A autoridade de um chefe de governo, como um presidente, chanceler ou primeiro-ministro, e a relação entre esse cargo e outras instituições estatais, como a relação entre o chefe de Estado e o legislativo, varia muito entre os Estados soberanos, dependendo em grande parte do sistema particular do governo que foi escolhido, ganhou, ou evoluiu ao longo do tempo.
Na maioria dos sistemas parlamentares, incluindo monarquias constitucionais, o chefe de governo é o líder político de fato do governo, e responde a pelo menos uma câmara do legislativo. Embora muitas vezes haja uma relação formal de comunicação com um chefe de Estado, este geralmente atua como uma figura de proa que pode assumir o papel de chefe do executivo em ocasiões limitadas, seja ao receber aconselhamento constitucional do chefe de governo ou sob disposições específicas em uma constituição.
Nas repúblicas presidenciais ou nas monarquias absolutas, o chefe de Estado também costuma ser o chefe de governo. A relação entre esse líder e o governo, no entanto, pode variar muito, indo da separação de poderes à autocracia, de acordo com a constituição (ou outras leis básicas) do Estado em particular.
Em sistemas semipresidencialistas, o chefe de governo pode responder tanto ao chefe de Estado quanto ao legislativo com as especificidades previstas na Constituição de cada país.  Um exemplo moderno é o atual governo francês, que se originou como a Quinta República Francesa em 1958. Na França, o presidente, o chefe de Estado, nomeia o primeiro-ministro, que é o chefe de governo. No entanto, o presidente deve escolher alguém que possa atuar efetivamente como executivo, mas que também conte com o apoio do Legislativo francês, a Assembleia Nacional, para poder aprovar a legislação.
Em alguns casos, o chefe de Estado pode representar um partido político, mas a maioria na Assembleia Nacional é de um partido diferente. Dado que o partido majoritário tem maior controle sobre o financiamento estatal e a legislação primária, o presidente é de fato forçado a escolher um primeiro-ministro do partido de oposição para garantir uma legislatura eficaz e funcional. Nesse caso, conhecido como coabitação, o primeiro-ministro, junto com o gabinete, controla a política interna, com a influência do presidente em grande parte restrita às relações exteriores.
Nos estados comunistas, o secretário-geral do Partido Comunista é o líder supremo, servindo como chefe de Estado e de governo de fato. Na China, o chefe de governo de jure é o primeiro-ministro. O presidente chinês é legalmente um cargo cerimonial, mas o secretário-geral do Partido Comunista Chinês (líder máximo em um sistema de partido único) sempre ocupou esse cargo desde 1993, exceto pelos meses de transição.
Nos sistemas de direção, as responsabilidades executivas do chefe de governo são distribuídas entre um grupo de pessoas. Um exemplo proeminente é o Conselho Federal Suíço, onde cada membro do conselho dirige um departamento e também vota em propostas relativas a todos os departamentos.

## Títulos comuns de chefes de governo
- Dewan - Índia (governos regionais)
- Chanceler - Alemanha, Áustria e Europa medieval
- Condestável - França dos Bourbon
- Cônsul - Roma Antiga e França revolucionária
- Escrivão da puridade - Portugal (séculos XVI e XVII)
- Grão-vizir - Império Otomano
- Lord Protector - Inglaterra entre 1648-1658
- Ministro de Estado - Dinamarca, Finlândia, Noruega e Suécia,
- Mordomo - Reinos francos e ibéricos medievais
- Presidente do conselho de ministros - Brasil (Império), Itália e Portugal (Estado Novo)
- Presidente do governo - Croácia, Espanha, Rússia e Sérvia
- Presidente do ministério - Portugal (Ditadura Militar)
- Primeiro-ministro (Premier) - Reino Unido, Portugal, França e Japão
- Secretário-geral ou primeiro-secretário - União Soviética, Cuba, China, Coreia do Norte, Vietnã e outros países socialistas
- Stadtholder - Holanda (séculos XVI a XVIII)
- Xogun - Japão (até 1868)
- Ministro principal - nações constituintes administrativas de Escócia, Gales e Irlanda do Norte no Reino Unido